# Radio Campus Angers
 (août 2015).
Si vous disposez d'ouvrages ou d'articles de référence ou si vous connaissez des sites web de qualité traitant du thème abordé ici, merci de compléter l'article en donnant les références utiles à sa vérifiabilité et en les liant à la section « Notes et références ».
Radio Campus Angers est une radio associative de catégorie A dont le siège est situé à Angers, dans le département de Maine-et-Loire. Elle diffuse ses programmes à Angers et dans sa périphérie, sur la bande FM, à la fréquence de 103 MHz.

## Historique

### Création d'une webradio
Radio Campus Angers est née de la volonté d'un groupe d'étudiants en communication à l’Université catholique de l’Ouest de créer un média angevin. Ces derniers ont remporté la première édition du concours du Prix de l'Initiative remis par le Crédit Agricole en 2004. Grâce à ce prix, une cagnotte de 1 200 euros leur a permis de rassembler le matériel nécessaire pour commencer à émettre sur la toile[réf. souhaitée]. À la base, Radio Campus Angers est une webradio soutenue par le réseau Radio Campus France.

### Déploiement sur la bande FM
En juin 2007,le CSA valide la ligne éditoriale de la radio et lui attribue le 103,0 MHz, sur la bande FM, pour pouvoir diffuser ses programmes en modulation de fréquence. Il aura fallu deux années pour que Radio Campus Angers débarque sur les ondes. Elle est également membre de la FRAP, fédération regroupant l'ensemble des radios de catégorie A des Pays de la Loire.

## Programmation
Radio Campus Angers est vouée à l'information locale universitaire et culturelle à destination de tous les angevins avec une programmation éclectique axée sur les musiques actuelles et la promotion des groupes et artistes locaux. Pour ses dix ans,, elle a ouvert ses micros dans un bar de la ville d'Angers.
En effet, depuis 2013 et l'arrivée dans ses nouveaux locaux, la radio associative, qui s'est alors dotée de nouveaux matériels, a organisé des directs et des plateaux hors les murs, notamment durant la Nuit des Beaux-Arts, lors du festival Premiers Plans ou en partenariat avec le T'es Rock Coco ou Le Chabada.
Depuis 2015, l'emploi à Radio Campus Angers est pérennisé avec un rédacteur en chef, un programmateur musical et une coordinatrice d'antenne. De plus, l'émission d'actualité quotidienne Le Sous-Marin continue et s'agrémente de différentes chroniques (politique, sport, culture, agenda culturel). Actuellement hébergée dans les locaux de l'Université catholique de l'Ouest, Radio Campus Angers émet sur un rayon de 20 à 30 km autour d'Angers, ainsi que depuis son site internet et l'application pour smartphones Radio Campus France.

## Slogan
- « Les bonnes ondes pour tout le monde » (depuis 2017)